# Старокостянтинівський укріплений район
Старокостянтинівський укріплений район почав будуватися 1938 року в Київському військовому окрузі.
26 липня 1938 року Головна Військова рада Червоної Армії Київський військовий округ перетворила на Київський Особливий військовий округ і створила в окрузі армійські групи. Старокостянтинівський укріплений район увійшов до складу Вінницької армійської групи.
16 вересня 1939 року Старокостянтинівський укріплений район № 14 увійшов до складу Волочиської армійської групи.
17 вересня війська Червоної Армії Радянського Союзу перейшли радянсько-польський кордон, почалося радянське вторгнення до Польщі. У складі Діючої армії Старокостянтинівський укріпрайон перебував 17-28.9.1939.
Влітку 1940 розгорнулося будівництво укріплених районів на новому радянсько-німецькому кордоні. Завершальні роботи в УРах, розпочатих будівництвом у 1938-1939 рр., були припинені. До числа цих районів увійшов і Старокостянтинівський район. Район був законсервований, для проведення сезонних технічних обслуговувань обладнання споруд виділена невелика команда.
22 червня 1941 Старокостянтинівський УР увійшов до складу Південно-Західного фронту. 
ПІДПОРЯДКУВАННЯ 
- Київський військовий округ (1938-26.07.1938);
- Вінницька  армійська  група Київского Особого військового округу (26.07.1938-11.09.1939);
- Вінницька  армійська група Українського фронту (11.09.1939-16.09.1939);
- Волочиська армійска  група Українського фронту (16-24.09.1939);
- Київский Особий військовий округ (26.10.1939-1940), УР законсервовано;
- Київский Особий військовий округ (4.06-22.06.1941);
- Південно-Західний фронт (с 22.06.1941)

## Склад
На 1.09.1939:
- управління УР
- 132-й окремий кулеметний батальон:

- 1, 2, 3-я кулеметні роти,
- 1, 2-е відділення протитанкових гармат.

- 79-й артдивізион
- 90-й артдивізион
- автотранспортний взвод
- тилові служби

На территорії району дислокувалась 97-я стрілецька дивізия 17-го стрілецього корпусу.
На 16.09.1939:
- управління УР
- 132-й окремий кулеметний батальон:

- 1, 2, 3-я кулеметні роти,
- 1, 2-е відділення протитанкових гармат.

- 79-й артдивізион
- 90-й артдивізион
- автотранспортний взвод
- тилові служби

## Бойова діяльність
1940 рік 
В зв'язку з перенесенням кордону на захід, було вирішено споруди Старокостянтинівського УР законсервувати а обладнання та озброення передати на будівництво укріпрайонів на "новому кордоні".  На момент закінчення робіт весною 1940 року Старокостянтинівський укріпленний район був в такому стані:
        1 вузол оборони (3 опорних пункти) – до робіт повинні були приступити влітку 1940 року. Проведена тільки рекогносцировка в районі сіл Бережинці, Рідка, Поляхова.  
        2 вузол оборони  (3 опорних пункти) – роботи проводились в 1939 році, побудовано приблизно 17 споруд (типу ОППК, АПК, ППК та НП опорного пункту).  Розташовувався в районі Кривовілька,  Корівья, Турівка. Також викопано близько 17 котлованів під майбутні будови.
        3 вузол оборони (5 опорних пунктів) – роботи розпочались весною 1939 року, побудовано 29 споруд різних типів (ОППК, АПК, ППК та НП опорного пункту). Розташування – район села Святець, Кунча, Воронівці, Колесець, Гальчинці, Щасновка. 23 котловани під майбутні споруди також було приготовлено. 
        4 вузол оборони (5 опорних пунктів) – роботи мали розпочатись весною 1940 року, Проведена тільки рекогносцировка по лінії Авратін, Яхнівці, Курилівка, Клініни, Лонкі.  
          Загалом укріпрайон мав побудованими 46 споруд різних типів (згідно відомості) доведеними до 7 циклу будівництва. Зважаючи на розпорядження поставити укріпрайон на консервацію, в ньому було скорочено також штат його гарнізону.  В побудованих спорудах були закладені камінням амбразури, та усі вони були обсипані грунтом. Частина з них навіть не була замаскована. 
        Поспішність з якою було проведена ця консервація та фактична закинутість та занедбаність цього укріпрайону впродовж 1940 року спровокували його повну неготовність до  війни в 1941році. 
1941 рік. 
22 червня 1941 року, з початком німецько – радянської війни, укріпрайон було наказано привести в бойовий стан. Почали в авральному порядку будувати систему оборони. В склад укріпрайону за наказом штабу фронту було передано ділянку Проскурівського УР  біля Волочиська, який фактично так і не був сформований. Було виділено людей та видано розпорядження про початок оборонних робіт.  Але по суті це так і не було втілено в життя. Німецька армія просувалась досить швидко і на це просто не вистачило часу. Розвиток бойових дій на Південно-Західному фронті в останні дні червня призвів до різкого погіршення положення радянських військ.   Не добившись відчутних результатів в контрударах механізованими корпусами, керівництво Південно-Західного фронту було вимущено прийняти  рішення про перехід до створення оборони по лінії старого кордону. У повітрі витала ідея про відхід на «старі укріпрайони».  У всіх розмовах відчувалася думка: прикордонний бій програно, треба відводити війська на лінію старих УРів.      
            
Увечері 30 го червня такий відхід був санкціонований з Москви. 
Завданням для 6 армії поставленим Музиченку вже 1 липня, був відхід на рубіж Ізяславського та Старокостянтинівського УР.  До цього часу війська 6 армії з'єдналися з «глибинними» 36-м і 37-м стрілецькими корпусами.  Дивізії, що билися з переважаючими силами німців біля кордону, були вже виснажені і практично не представляли собою серйозної бойової сили.  Начальник штабу 6 армії Іванов оцінював ці з’єднання так: «41-та стрілецька дивізія зазнала значних втрат, вимагає поповнення.  (...) 159 стрілецька дивізія втратила своє командування, була дезорганізована авіацією і зовсім небоєздатна (...) 97 стрілецька дивізія зазнала значних втрат, втратила керівний командний склад ».
          3 липня в журналі бойових дій армій «Південь» з'явився запис:
          «6 армія, ХХХХIV армійський корпус - стрімко наступає на схід від річки Жирак на ділянці між населеними пунктами Збараж і Ланівці;
LV армійський корпус - форсує річку Жирак між населеними пунктами Ланівці і Ямпіль».  
             Це означало, що німецькі піхотні з'єднання увірвалися в нічим не прикритий розрив між 6 і 12 арміями.  У разі швидкого просування ці зєднання могли відрізати армії Музиченко та Понєдєліна від УР на старому кордону.
             У цих умовах командуючий Південно-Західним фронтом Кірпонос вирішив вести в бій свій резерв - 49-й стрілецький корпус генерал-майора Корнілова для оборони по лінії ЯМПІЛЬ - ЛАНІВЦІ. 
В ніч с 3 на 4  липня, передові частини 75 піхотної дивізії Вермахту, форсувавши річку Жердь, перейшли старий кордон 1921-1939 років, та розпочали просування в напрямку Теофіполя. Дивізія мала в своєму складі три піхотні полки (172, 202 та 222,) а також 175 артилерійський полк. Дороги в полосі наступу були  в жахливому стані. Напередодні пройшов сильний дощ.  Денний звіт 75 піхотної дивізії за 4.07.41р: 
          «Дощ повністю розмочив дороги. Рух транспорту відбувається в неймовірному стані.. Марш продовжується. Піхота рухається за нами, як і артилерія. В полудень ми досягаємо Святця. Совєти намагаються підтримати Святець танками.. Але, в 19.35 Святець взято».
              В районі Святець займала оборону 14 кавалерійська дивізія в складі якої був 76 кавалерійський полк з 2 корпусною арт-батареєю, що мали прикривати лінію споруд Старокостянтинівського укріпрайону. Але вони їх фактично полишили в той же день. Не допомогли навіть танки які були кинуто для підтримки частин. Але радянські командири «на папері» знову усіх перемогли: «Супротивник в 6 годин ранку почав вести активну розвідку, особливо в напрямку села Святець. До 12 годин,  підтягнувши свої головні сили оволодів північною частиною села Святець. Усього перед 76 та 129 кавполками, розгорнулось не менш одного полку піхоти з танками. К 16 годині, полки продовжували утримувати рубіж, але супротивник почав просочуватись в стик поміж 31 та 76 кавполками. Для ліквідації прориву був висунутий танковий полк, та 92 кавполк. Супротивник при вигляді танків втік, прорив було ліквідовано». 
   Німці   відкинули частину сил 14 кавалерійської дивізії і   радянські танки їм в цьому  не завадили. При чому свій наступ вони вели силами одного полку, проти цілої дивізій, і змогли підбити кілька танків та 6 протитанкових 45-мм гармат. В 129 кавалерійському полку 3 кав-дивізії втратили за 1 день бою 129 чоловік (вбитими 38), 2 гармати. З німецького боку в  бою брав участь  603 зенітний батальон (Fla.Btl.603). Ось доповідь його командира майора Хаммера в штаб 75 піхотної   дивізії:  «202 піхотний полк в тяжкому бою проти  ворога який на  танках атакує с. Святець .  Бронебійні боеприпаси в нас відсутні, тому що протитанкові гармати залишились далеко позаду, Fla.Btl.603 перекидає всі доступні части в Святець в підтримку 202 полку».
              Відбивши цей контрнаступ,  німці почали активне просування в бік Теофіполя. 
             Вже ранком 5 липня, частини 172 полку 75 пд взяли і Теофіполь після вуличного бою. 
            З дивізійного звіту 75 пд: 
              «222 піхотний полк ввечері вже в районі Новоставці, міст підірвано, на східному березі Полтви є радянські бетонні бункери. Ворог здається буде захищати цю ділянку. Ворожа артилерія веде вогонь з відкритих вогньових позицій.  
          172-й взяв штурмом один радянський бункер ввечері. Ворог веде бій дуже жорстко. Рух транспорту тимчасово неможливий, поповнення боєприпасів утруднено. Атакувати через Полтву зможемо тільки після поповнення боєприпасів». Частини 3 кавдивизії ще в ніч на 6 липня почали відхід згідно наказу корпусу. Німці прорвались північнійше від Теофіполя в районі Шепетівки і наступали в тил угрупуванню 6 армії Музиченка.  
          Ранком 6-го липня, 172 піхотний полк почав наступ на Корівья. 
          ЖБД 75 піхотної дивізії за 6 липня: «8.00 – наступ на Корівья. Супротивник обороняється дуже жорстко, частково в бункерах. Близько полудня противник створив потужну відсіч по фронту наступу 172 та 202 піхотних полків (особливо проти 172 полку біля Корівья). Більше ніяких наступів в цей день проводити неможливо. Завтра  222 полк почне наступ на Кривовулька з тилу».
              Німці провели перегрупування своїх сил. Завданням було захопити плацдарм на східному березі Полтви, та вибити радянських солдатів з ДОТів в районі Кривовілька. 
             Рішучий наступ дав швидкий результат. Вже о 7 ранку було взято в полон 700 полонених. Спротив чинили лише окремі ДОТи та невеличка кількість вояків. 
Біля Кривовульки було налагоджено 8-тониий міст для переправи військ. Частини 172 та 202 полків 75 піхотної дивізії Вермахту провели повну зачистку радянських ДОТів в цьому опорному пункті оборони Старокостянтинівського УР.
Точну кількість втрат захисників Старокостянтинівського УР підрахувати мабуть неможливо. Певно вона йде на сотні вбитих поранених та полонених. 
- СУЧАСНИЙ СТАН УКРІПРАЙОНУ
- Більшість споруд укріпрайону залишились цілими. Із 46 споруд пошкодження мають тільки 4 ДОТи.
- Біля села Святець, де  йшли бої, вже після 2 світової війни було побудовано пам’ятник загиблим воїнам які загинули тут  в липні 1941 року.
- В районі села Кривовулька на місцях найбілш запеклого бою є можливість встановлення пам'ятного знаку бійцям 14 кав дивізії 3 кав корпусу.